# Trois-Puits
Trois-Puits település Franciaországban, Marne megyében. Lakosainak száma 159 fő (2022. január 1.). Trois-Puits Cormontreuil, Champfleury, Montbré, Reims és Taissy községekkel határos.

## Népesség
A település népessége az elmúlt években az alábbi módon változott:
| Lakosok száma | 169  | 171  | 171  | 145  | 158  | 156  | 153  | 147  | 144  | 159  |
|               | 1968 | 1982 | 1990 | 2006 | 2013 | 2015 | 2017 | 2019 | 2020 | 2022 |